# Richard Bridgeman
Richard Thomas Orlando Bridgeman (ur. 3 października 1947) – brytyjski arystokrata i przedsiębiorca, najstarszy syn Geralda Bridgemana, 6. hrabiego Bradford i Mary Montgomery, córki podpułkownika Thomasa Montgomery'ego.
Wykształcenie odebrał w Harrow School i w Trinity College na Uniwersytecie Cambrdige. Uniwersytet ukończył w 1969 r. z tytułem bakałarza sztuk. W 1973 r. uzyskał tytuł magistra. Po śmierci ojca w 1981 r. odziedziczył tytuł hrabiego Bradford i zasiadł w Izbie Lordów. Zasiadał tam do reformy wyborczej 1999 r.
Lord Bradford był w latach 1979–2003 właścicielem restauracji Porters English Restaurant w londyńskim Covent Garden. W latach 1986–1999 był prezesem Weston Park Enterprises. Obecnie jest prezesem VIP Internet Ltd, firmy tworzącej strony internetowe. Uruchomił również własną stronę http://www.faketitles.com, na której demaskuje oszustów sprzedających fałszywe tytuły szlacheckie. Lord popiera również Partię Niepodległości Zjednoczonego Królestwa (United Kingdom Independence Party, UKIP).
Bradford jest również autorem kilku książek: My Private Parts and The Stuffed Parrott (wyd. 1984), The Eccentric Cookbook (wyd. 1985) i Stately Secrets (wyd. 1994).
15 września 1979 r. poślubił Joanne Elizabeth Miller, córkę Benjamina Millera. Richard i Joanne mają razem trzech synów i córkę:
- Alexander Michael Orlando Bridgeman (ur. 6 września 1980), wicehrabia Newport
- Henry Gerald Orlando Bridgeman (ur. 18 kwietnia 1982)
- Benjamin Thomas Orlando Bridgeman (ur. 7 lutego 1987)
- Alicia Rose Bridgeman (ur. 27 grudnia 1990)